# Bitwa pod Durham
Bitwa pod Durham – starcie zbrojne, które miało miejsce w 1069 w czasie podboju Anglii przez Normanów pod wodzą Wilhelma Zdobywcy. Klęska Normanów, która spowodowała odwetową wyprawę Wilhelma przeciw północnej Anglii.

## Bitwa
Wilhelm mianował Roberta de Comines, normandzkiego wielmożę, earlem Northumberlandu w miejsce zbiegłego Gospatrica. W styczniu 1069 roku Robert wyruszył z Gloucester na czele wojska liczącego między 500 a 900 żołnierzy. Do Durham wkroczył bez oporu, ale biskup, Ethelwin ostrzegł go przed antynormańskimi nastrojami w okolicy. Udzielił mu także schronienia w domu koło katedry. Robert zlekceważył ostrzeżenia, a jego żołnierze łupili miasto, jakby je wzięli szturmem. Wieści o ich poczynaniach rozeszły się po okolicy i Anglosasi zgromadzili znaczne siły, pod osłoną nocy wdarli się do miasta i wybili Normanów – Robert, zabarykadowany w domu biskupa, zginął, gdy został on podpalony.
W wyniku starcia zginęło co najmniej 500 normańskich żołnierzy. Wilhelm odbił miasto szturmem, wracając z wyprawy na Hexham. Masakra w Durham była jednym z czynników, które sprowokowały Wilhelma do spustoszenia ziem północnej Anglii (1069–1070).